# Бомбаж
Бомба́ж (фр. bombage) — порок консервов, выражающийся во вспучивании крышки консервной банки или её дна под воздействием образовавшихся в ней газов.
Различают химический, физический и биологический бомбаж. Химический бомбаж является следствием накопления в результате электрохимической коррозии в жестяной таре с консервами свободного водорода. Физический бомбаж появляется в результате образования внутри переполненной консервной банки углекислого газа при хранении при минусовой температуре. Считается, что после органолептического, технохимического и бактериологического анализа консервы с физическим бомбажем годны для употребления в пищу. Биологический бомбаж вызывают такие газы, как сероводород, фосфористый водород и аммиак, появляющиеся внутри тары в результате гнилостного, анаэробного бактериального распада белков консервированного продукта вследствие жизнедеятельности в нём остаточной микрофлоры, чаще всего спорами газообразующих анаэробов и аэробов, в частности, гнилостных клостридий. Употребление в пищу консервов, имеющих биологический бомбаж, ведёт к тяжёлым отравлениям, поэтому такие консервы подлежат уничтожению.